# Studenter-Sangforeningen
Studenter-Sangforeningen i København er et akademisk mandskor og et af Nordens ældste kor.
Et kor dannedes 1820 inden for Studenterforeningens rammer. Alle sangvillige studenter kunne deltage. Den musikalske kvalitet sank imidlertid hurtigt, og på en udflugt 1839 med Lunds Studentsångförening til Dyrehaven vakte det danske kors kvalitet pinlig opmærksomhed. Det svenske kor stillede op med firstemmig korsang under ledelse af Otto Lindblad, mens det danske kor sang enstemmige viser.
Nogle uger efter fiaskoen i Dyrehaven blev der taget initiativ til dannelsen af en dansk studentersangforening for at genoprette æren. 33 sangere dannede et nyt kor, og 1840 blev der optaget 64 nye sangere. Den 31. maj 1840 trådte koret for første gang offentligt frem i Dyrehaven og fik revanche for den tidligere fiasko. Den første egentlige koncert blev afholdt i Hotel d'Angleterres festsal den 19. december 1840.
Dermed er Studenter-Sangforeningen sandsynligvis det ældste nulevende danske amatør-musikensemble, i alder klart overgået af det topprofessionelle Kongelige Kapel, men af andre? .
Studenter-Sangforeningen spillede en vigtig rolle under besættelsen. Koncerten i Tivoli den 18. juni 1940 blev en national manifestation; efter krigen blev kontakterne til de øvrige nordiske lande genoptaget med mange fælles koncerter med nordiske akademiske kor.
I 1970'erne og 80'erne havde Studenter-Sangforeningen en nedgangsperiode. De traditionelle aktiviteter blev opretholdt, men rekrutteringen af nye medlemmer var svag. I de senere år har koret imidlertid haft en stabil rekruttering og fundet en plads i det danske musikliv.

## Dirigenter og komponister som har været medlemmer
- J.P.E. Hartmann
- Peter Heise
- Peter Erasmus Lange-Müller
- Salomon Levysohn
- Johan Hye-Knudsen
- Knud Vad Thomsen
- Knudåge Riisager
- Tamás Vetö
- Niels Muus
- Jørgen Fuglebæk
- Sigrid Damsager[1]

## Diskografi
- 2008 Gaudeamus Igitur, Studenter- og drikkeviser
- 2006 Danske julemelodier
- 2003 Store Bededagsaften i Kastellet
- 2000 Niels W. Gade – Reiterleben and Other Romantic Songs for Male Choir
- 1997 Danske sange fra Weyse til Dissing
- 1992 Kuhlau & Heise
- 1989 Vi mødtes engang